# Tituly a vyznamenání Karla Švédského

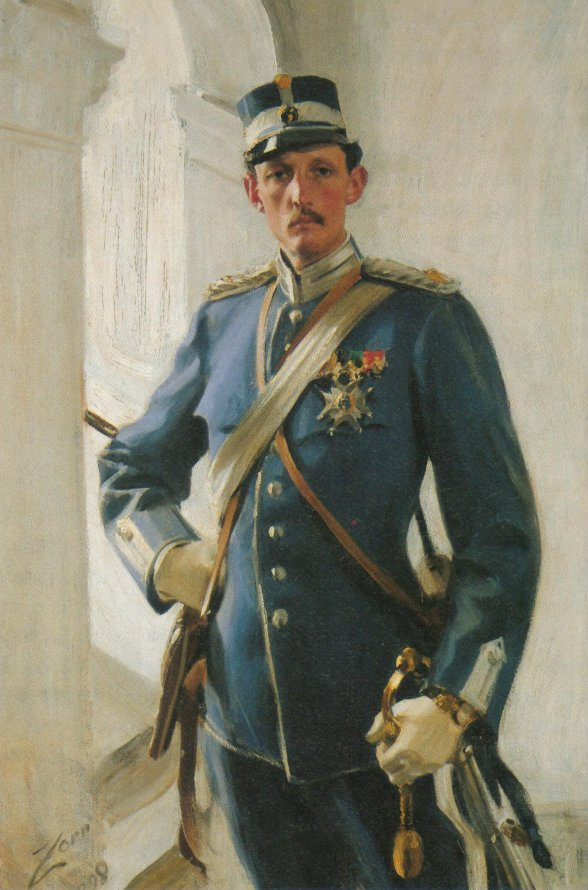
Portrét Karla Švédského v uniformě s vyznamenáními (1898)

Karel Švédský, švédský princ a vévoda z Västergötlandu, obdržel během svého života řadu národních i zahraničních titulů a vyznamenání.

## Tituly
- 1861 – 1905: Jeho královská Výsost princ Karel, vévoda z Västergötlandu, princ švédský a norský
- 1905 – 1951: Jeho královská Výsost princ Karel, vévoda z Västergötlandu, princ švédský

## Erb

Erb švédského prince a vévody z Västergötlandu 1861–1905
Erb švédského prince a vévody z Västergötlandu po roce 1907

## Vyznamenání

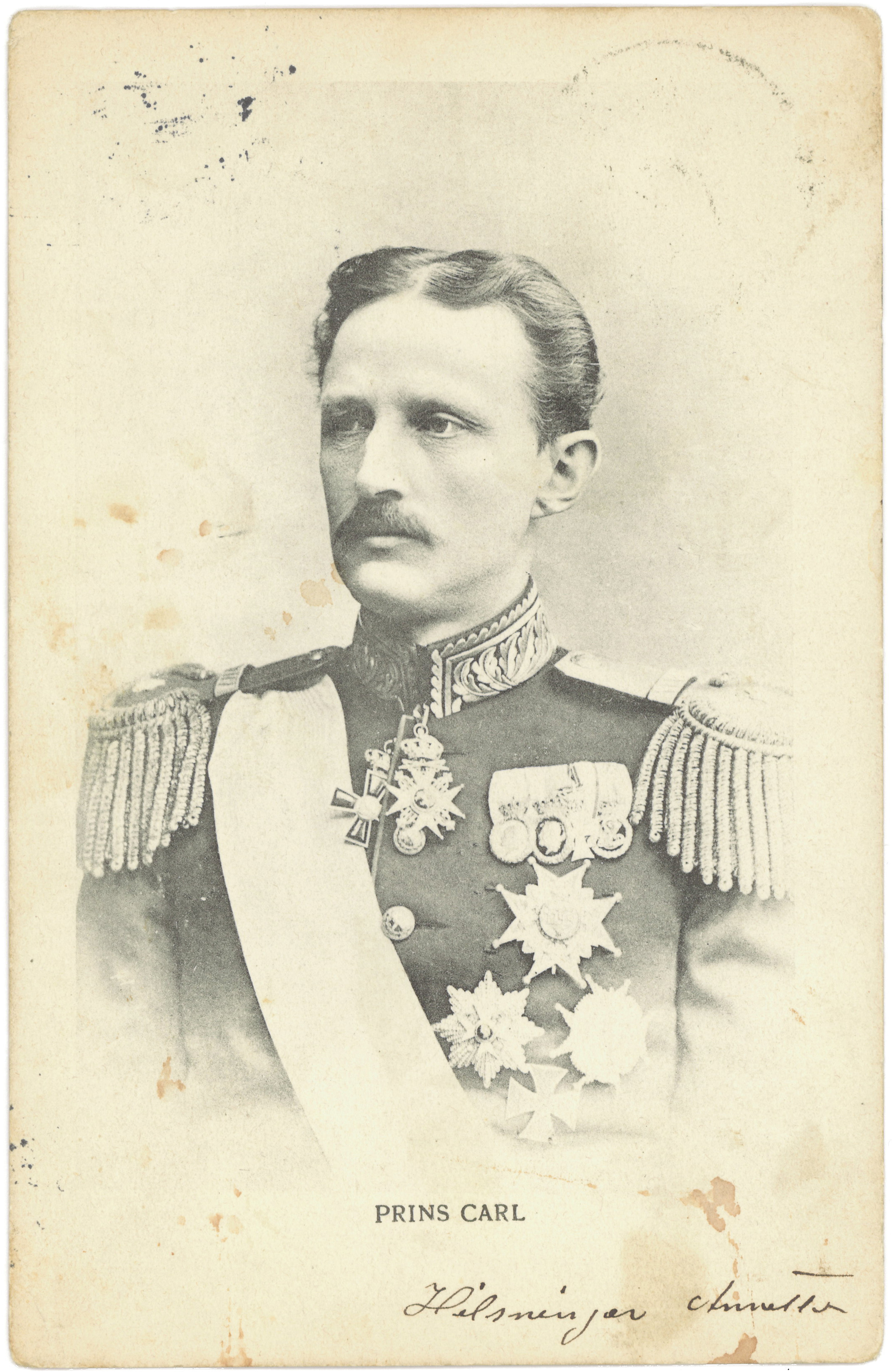
Švédský princ Karel v uniformě zdobené řadou vyznamenání

### Švédská vyznamenání
- rytíř Řádu Serafínů – 27. února 1861[1]
- rytíř Řádu Karla XIII. – 27. února 1861[1]
- komtur velkokříže Řádu polární hvězdy – 27. února 1861[1]
- komtur velkokříže Řádu meče – 27. února 1861[1]
- komtur velkokříže Řádu Vasova – 28. dubna 1892[2]

### Zahraniční vyznamenání
Zahraniční řády a medaile, které obdržel Karel Švédský:
- Bádenské velkovévodství
  -  rytíř Domácího řádu věrnosti – 1881[4]
  -  speciální třída Řádu Bertholda I. – 1881[4]
  -  Řád zähringenského lva
- Belgie
  -  velkostuha Řádu Leopolda[5]
- Bulharsko
  -  velkokříž Řádu svatého Alexandra – 1921[6]
- Dánsko
  -  rytíř Řádu slona – 31. srpna 1883[7]
  -  Čestný kříž Řádu Dannebrog[5]
- Estonsko
  -  Řád červeného kříže I. třídy[8]
- Finsko
  -  velkokříž Řádu kříže svobody – 1. října 1918[9]
- Francie
  -  velkokříž Řádu čestné legie[5]
- Itálie
  -  rytíř Řádu zvěstování – 5. července 1913[10]
  -  rytíř velkokříže Řádu svatých Mořice a Lazara  – 1913
  -  rytíř velkokříže Řádu italské koruny – 1913
- Lotyšsko
  -  velkokříž Řádu tří hvězd[11]
- Monako
  -  velkokříž Řádu svatého Karla – 5. srpna 1884[12]
- Nasavsko
  -  rytíř Nasavského domácího řádu zlatého lva[5]
- Německá říše
  -  rytíř Řádu černé orlice[5]
  -  velkokříž Řádu červené orlice[5]
- Nizozemsko
  -  velkokříž Řádu nizozemského lva[13]
- Norsko
  -  rytíř velkokříže s řetězem Řádu svatého Olafa – 27. února 1861[1]
  -  rytíř Řádu Norského lva – 21. ledna 1904[14]
  -  Kříž svobody krále Haakona VII.[15]
- Osmanská říše
  -  Řád Osmanie I. třídy[5]
- Polsko
  -  velkokříž Řádu znovuzrozeného Polska[16]
- Portugalské království
  -  velkokříž Řádu věže a meče[17]
- Rakousko-Uhersko
  -  velkokříž Královského uherského řádu svatého Štěpána – 1885[18]
- Rumunsko
  -  velkokříž Řádu rumunské hvězdy[5]
- Ruské impérium
  -  rytíř Řádu svatého Ondřeje[17]
  -  rytíř Řádu svatého Alexandra Něvského[17]
  -  rytíř Řádu bílého orla[17]
  -  rytíř I. třídy Řádu svaté Anny[17]
  -  rytíř I. třídy Řádu svatého Stanislava[5]
- Řecko
  -  velkokříž Řádu Spasitele[16]
- Sasko-výmarsko-eisenašské vévodství
  -  velkokříž Řádu bílého sokola – 1881[19]
- Siam
  -  rytíř Řádu Mahá Čakrí – 13. července 1897[20]
- Spojené království
  -  čestný rytíř velkokříže Královského Viktoriina řádu – 18. dubna 1904[21]